# Cryptographis fuligalis
Cryptographis fuligalis là một loài bướm đêm trong họ Crambidae.